# Margaret Morris (actrice)
Pour les articles homonymes, voir Margaret Morris et Morris.
Margaret Morris (7 novembre 1898 - 7 juin 1968) est, de 1920 jusqu'en 1937, une actrice du cinéma muet américain.

## Biographie
Margaret Morris, née à Minneapolis, est une grande nièce de l'ancien président américain Benjamin Harrison. Alors adolescente, elle se passionne pour le monde du cinéma.
Après une formation théâtrale à Boston où elle fait ses premières scènes avec la Compagnie de Shubert, elle déménage à Hollywood en vue de faire carrière. Bien qu'elle ne soit à l'affiche de son premier film qu'à l'âge de 22 ans avec Her First Elopement, elle jouera dans 11 films jusqu'en 1924, donnant la réplique aux acteurs masculins les plus célèbres du moment comme Pete Morrison dans The Ghost City, Jack Hoxie dans The Galloping Ace et Lucien Albertini  dans The Iron man.
En 1924, elle est une des treize jeunes femmes titrée WAMPAS Baby Stars aux côtés de futures légendes hollywoodiennes comme Clara Bow et Elinor Fair. Elle tournera dans 28 autres films jusqu'en 1929, alors au sommet de sa carrière. Cependant, à l'instar de beaucoup de stars de la période du cinéma muet, elle éprouve des  difficultés à passer au cinéma parlant. En 1932, elle donne la réplique à Edmund Cobb et à Tom Tyler dans le western Seul contre tous (en) (Single-Handed Sanders). Elle est l'une des amies snobs de Katharine Hepburn dans Désirs secrets (Alice Adams), puis elle apparaîtra dans plusieurs rôles de série B, entre 1932 et 1937, dont la plupart ne lui seront pas crédités, tout comme son dernier film The Toast of New York en 1937.
Elle quitte définitivement l'industrie du cinéma la même année mais reste à Los Angeles où elle devient une femme d'affaires  remarquée. Elle sera néanmoins, sollicitée pour tenir le rôle d'une journaliste en 1961 dans la série Diplomatic Passport. Elle décède en 1968, à Los Angeles.

## Filmographie partielle
- 1920 : Her First Elopement
- 1923 : Beasts of Paradise
- 1923 : The Ghost City
- 1923 : The Town Scandal
- 1924 : The Galloping Ace
- 1924 : Horseshoe Luck
- 1924 : The Iron Man
- 1925 : Welcome Home
- 1925 : Wild Horse Mesa
- 1925 : The Best People
- 1925 : Youth's Gamble
- 1925 : Womanhandled
- 1926 : That's My Baby
- 1926 : Born to the West
- 1927 : The Magic Garden
- 1927 : Enemies of Society
- 1928 : Mark of the Frog
- 1928 : Woman I Love
- 1928 : The Avenging Shadow
- 1932 : Seul contre tous (en) (Single-Handed Sanders)
- 1934 : The Personality Kid (en)
- 1935 : Désirs secrets (Alice Adams)
- 1936 : Carolyn veut divorcer
- 1936 : Desert Guns
- 1937 : The Toast of New York
- 1961 : Diplomatic Passport